# Diyarbakır (circonscription électorale)
La circonscription électorale de Diyarbakır correspond à la province du même nom et envoie 12 députés à la Grande assemblée nationale de Turquie (10 de 2002 à 2011 et 11 de 2011 à 2018).

## Composition
La circonscription de Diyarbakır est divisée en 17 districts (ilçe). Chaque district est composé d'un chef-lieu et de municipalités (communes et villages).

## Résultats électoraux

### Élections législatives de 2007
| Partis                   | Partis                                        | Voix | %   | Sièges | +/-           | Élus                                                                                                   |
| ------------------------ | --------------------------------------------- | ---- | --- | ------ | ------------- | --- |
|                          | Indépendants (Ind.)                           |      |     | 4      | 4             | Akın Birdal, Gültan Kışanak, Selahattin Demirtaş et Aysel Tuğluk                                       |
|                          | Parti de la justice et du développement (AKP) |      |     | 6      | 2             | Mehdi Eker, Kutbettin Arzu, Mehmet İhsan Arslan, Abdurrahman Kurt, Osman Aslan et Ali İhsan Merdanoğlu |
|                          |                                               |      |     |        |               | |
| Total                    | Total                                         |      | 100 | 10     | en stagnation | - |
| Inscrits / participation |                                               |      |     |        |               | |

### Élections législatives de 2011
| Partis                   | Partis                                        | Voix | %   | Sièges | +/-           | Élus |
| ------------------------ | --------------------------------------------- | ---- | --- | ------ | ------------- | --- |
|                          | Indépendants (Ind.)                           |      |     | 5      | 1             | Leyla Zana, Şerafettin Elçi, Nursel Aydoğan, Emine Ayna et Altan Tan                                         |
|                          | Parti de la justice et du développement (AKP) |      |     | 6      | en stagnation | Mehdi Eker, Mehmet Galip Ensarioğlu, Mine Lök Beyaz, Mehmet Süleyman Hamzaoğulları, Cuma İçten et Oya Eronat |
|                          |                                               |      |     |        |               | |
| Total                    | Total                                         |      | 100 | 11     | 1             | - |
| Inscrits / participation |                                               |      |     |        |               | |

### Élections législatives de juin 2015
| Partis                   | Partis                                        | Voix | %   | Sièges | +/-           | Élus |
| ------------------------ | --------------------------------------------- | ---- | --- | ------ | ------------- | --- |
|                          | Parti démocratique des peuples (HDP)          |      |     | 10     | Nv.           | İdris Baluken, Nursel Aydoğan, Nimetullah Erdoğmuş, Feleknas Uca, Altan Tan, Çağlar Demirel, Ziya Pir, İmam Taşçier, Sibel Yiğitalp et Edib Berk |
|                          | Parti de la justice et du développement (AKP) |      |     | 1      | 5             | Cevdet Yılmaz |
|                          |                                               |      |     |        |               | |
| Total                    | Total                                         |      | 100 | 11     | en stagnation | - |
| Inscrits / participation |                                               |      |     |        |               | |

### Élections législatives de novembre 2015
| Partis                   | Partis                                        | Voix | %   | Sièges | +/-           | Élus |
| ------------------------ | --------------------------------------------- | ---- | --- | ------ | ------------- | --- |
|                          | Parti démocratique des peuples (HDP)          |      |     | 9      | 1             | İdris Baluken, Nursel Aydoğan, Nimetullah Erdoğmuş, Feleknas Uca , Altan Tan, Çağlar Demirel, Ziya Pir, İmam Taşçier et Sibel Yiğitalp |
|                          | Parti de la justice et du développement (AKP) |      |     | 2      | 1             | Mehmet Galip Ensarioğlu et Ebubekir Bal                                                                                                |
|                          |                                               |      |     |        |               | |
| Total                    | Total                                         |      | 100 | 11     | en stagnation | - |
| Inscrits / participation |                                               |      |     |        |               | |

### Élections législatives de 2018
| Partis                   | Partis                                        | Voix      | %     | Sièges | +/-           | Élus |
| ------------------------ | --------------------------------------------- | --------- | ----- | ------ | ------------- | --- |
|                          | Parti démocratique des peuples (HDP)          | 558 601   | 65,58 | 9      | en stagnation | Adnan Selçuk Mızraklı, Salihe Aydeniz, İmam Taşçier, Remziye Tosun, Hişyar Özsoy, Semra Güzel, Garo Paylan, Dersim Dağ et Musa Farisoğularrı |
|                          | Parti de la justice et du développement (AKP) | 182 763   | 21,46 | 3      | 1             | Mehdi Eker, Ebubekir Bal et Oya Eronat |
|                          | Le Bon Parti (İYİ)                            | 23 860    | 2,80  | 0      | Nv.           | |
|                          | Parti républicain du peuple (CHP)             | 21 306    | 2,50  | 0      | en stagnation | |
|                          | Parti de la félicité (SP)                     | 14 303    | 1,68  | 0      | en stagnation | |
|                          | Parti d'action nationaliste (MHP)             | 11 981    | 1,41  | 0      | en stagnation | |
|                          | Parti patriote (VATAN)                        | 1 223     | 0,14  | 0      | en stagnation | |
|                          | Parti de la cause libre (HÜDA PAR)            | 32        | 0,00  | 0      | en stagnation | |
|                          | Indépendants (Ind.)                           | 37 755    | 4,43  | 0      | en stagnation | |
|                          |                                               |           |       |        |               | |
| Total                    | Total                                         | 851 824   | 100   | 12     | 1             | - |
| Inscrits / participation | Inscrits / participation                      | 1 024 929 | 83,55 |        |               | |

### Élections législatives de 2023
| Partis                   | Partis                                        | Voix      | %     | Sièges | +/-           | Élus |
| ------------------------ | --------------------------------------------- | --------- | ----- | ------ | ------------- | --- |
|                          | Parti de la gauche verte (YSP)                | 564 336   | 60,84 | 8      | 1             | Berdan Öztürk, Halide Türkoğlu, Osman Cengiz Çandar, Adalet Kaya, Serhat Eren, Sevilay Çelenk Özen, Mehmet Kamaç et Ceylan Akça Cupolo |
|                          | Parti de la justice et du développement (AKP) | 215 076   | 23,19 | 3      | en stagnation | Mehmet Galip Ensarioğlu, Mehmet Sait Yaz et Suna Kepolu Ataman                                                                         |
|                          | Parti républicain du peuple (CHP)             | 76 301    | 8,23  | 1      | 1             | Mustafa Sezgin Tanrıkulu |
|                          | Le Bon Parti (İYİ)                            | 21 112    | 2,28  | 0      | en stagnation | |
|                          | Nouveau parti de la prospérité (YRP)          | 14 395    | 1,55  | 0      | Nv.           | |
|                          | Parti d'action nationaliste (MHP)             | 13 739    | 1,48  | 0      | en stagnation | |
|                          | Parti de gauche (SOL)                         | 5 285     | 0,57  | 0      | en stagnation | |
|                          | Parti de la patrie (M)                        | 4 086     | 0,44  | 0      | Nv.           | |
|                          | Parti de la grande unité (BBP)                | 2 096     | 0,23  | 0      | en stagnation | |
|                          | Parti des droits et libertés (HAK)            | 1 814     | 0,20  | 0      | en stagnation | |
|                          | Parti de l'innovation (YP)                    | 1 153     | 0,12  | 0      | Nv.           | |
|                          | Parti communiste de Turquie (TKP)             | 1 047     | 0,11  | 0      | en stagnation | |
|                          | Parti jeune (GP)                              | 909       | 0,10  | 0      | en stagnation | |
|                          | Parti des travailleurs de Turquie (TIP)       | 891       | 0,10  | 0      | en stagnation | |
|                          | Parti de l'union du pouvoir (GBP)             | 739       | 0,08  | 0      | Nv.           | |
|                          | Parti de libération du peuple (HKP)           | 631       | 0,07  | 0      | en stagnation | |
|                          | Parti patriote (VATAN)                        | 616       | 0,07  | 0      | en stagnation | |
|                          | Parti de la nation (MP)                       | 523       | 0,06  | 0      | en stagnation | |
|                          | Parti de la route nationale (MYP)             | 368       | 0,04  | 0      | Nv.           | |
|                          | Mouvement communiste (TKH)                    | 357       | 0,04  | 0      | Nv.           | |
|                          | Parti de la victoire (ZP)                     | 302       | 0,03  | 0      | Nv.           | |
|                          | Parti de la justice (AP)                      | 60        | 0,01  | 0      | Nv.           | |
|                          | Parti de la justice et de l'unité (AB)        | 41        | 0,00  | 0      | Nv.           | |
|                          | Parti de la mère patrie (ANAP)                | 26        | 0,00  | 0      | en stagnation | |
|                          | Indépendants (Ind.)                           | 1 604     | 0;17  | 0      | en stagnation | |
|                          |                                               |           |       |        |               | |
| Total                    | Total                                         | 927 507   | 100   | 12     | en stagnation | - |
| Inscrits / participation | Inscrits / participation                      | 1 147 014 | 81,72 |        |               | |